# Rhagodessa cloudsleythompsoni
Espèce
Rhagodessa cloudsleythompsoni est une espèce de solifuges de la famille des Rhagodidae.

## Distribution
Cette espèce est endémique du Soudan. Elle se rencontre vers Khartoum.

## Description
La femelle holotype mesure 44 mm.

## Étymologie
Cette espèce est nommée en l'honneur de John Leonard Cloudsley-Thompson.

## Publication originale
- Benoit, 1964 : Contribution à l’étude des Solifuges du Soudan. Annals of the Natal Museum, vol. 16, p. 91-98.